# 対話型証明系
対話型証明系（たいわがたしょうめいけい、英: Interactive proof system）は、2者間のメッセージ交換によって計算をモデル化した計算模型であり、計算複雑性理論で使われる。2者とは、検証者と証明者と呼ばれ、与えられた文字列がある形式言語に属するか否かをメッセージのやり取りによって決定するものである。証明者は無限の計算資源を持つ全能の計算能力を持つが、検証者の方は限定的な計算能力を持つ。メッセージのやり取りは、検証者が証明者による証明に納得して正しいと判断するまで続けられる。
対話型証明系は、必ず次のような2つの要求に従う。
- 完全性: 文が真である場合、プロトコルに正しく従う検証者は、プロトコルに正しく従う証明者の証明に納得する。
- 健全性: 文が偽である場合、証明者がプロトコルに正しく従うかどうかに関わらず、プロトコルに正しく従う検証者は証明者の（真であるという）証明には従わない（小さな確率で納得してしまう可能性はある）。

なお、検証者がプロトコルに従わない場合は問題とはされず、常に検証者を信じるという点に注意されたい。
この系の特徴や関連する複雑性クラスが認識する言語の特徴は、検証者がどのように制限されるかに依存し、また検証者にどのような能力を与えるかに依存する。例えば、多くの対話型証明系は検証者の無作為選択能力に大きく依存する。交換されるメッセージの性質、その頻度や内容も重要である。対話型証明系は、それまで単一の機械で定義されてきた複雑性クラスに多大な影響を与えた。対話型証明系を使って定義された主な複雑性クラス（実際には複雑性クラスの階層）としては、AM、MA、IP、PCP などがある。

## NP
よく知られている複雑性クラス NP は非常に単純な対話型証明系で定式化できる。この場合、検証者は決定的な多項式時間の機械である（つまり、Pマシン）。プロトコルは次の通り。
- 証明者は入力を見て、その無限の計算能力を使って解を計算し、証明の証拠となる多項式長のメッセージを返す。
- 検証者はその証拠を決定的な多項式時間で検証する。妥当であれば、それを受理し、そうでなければ拒絶する。

妥当な証明の証拠がある場合、証明者は常に検証者が受理するような証拠を与えることができる。妥当な証明の証拠がない場合、入力が言語に属していないということであり、いかなる証拠も受理されないので、悪意のある証明者であったとしても検証者を納得させられない。

## Arthur-Merlin プロトコルと Merlin-Arthur プロトコル
NP をより対話的に定式化することもできるが、そのような対話による計算の概念は1985年になって登場した。それは、László Babai の発表した "Trading group theory for randomness" という論文で定義された Arthur-Merlin（AM）クラス階層によるものである。その中で Arthur（検証者）は確率的多項式時間機械であり、Merlin（証明者）は無限の計算資源を持つ機械である。
クラス MA は、上述の NP の対話の単純な一般化であり、検証者は確率的ではなく決定的である。また、検証者が常に妥当な証拠を受理して妥当でないものを拒絶するのではなく、以下のようにもっと寛大な方針を採用する。
- 完全性: 文字列が言語に属する場合、証明者は検証者が受理するような証拠を最低でも 2/3 の確率で与えることができる（検証者の無作為選択に依存する）。
- 健全性: 文字列が言語に属さない場合、悪意の有無に関わらず、証明者が検証者が受理するような証拠を与えることができる確率は 1/3 未満である。

これは、通常のNPの対話プロトコルよりも強力であり、BPPのアルゴリズムが実用的であるように、このような確率的な証拠であっても検証に値する。Babai の提唱した他のクラスについては後述する。

## パブリック コイン プロトコル とプライベート コイン プロトコル
パブリック コイン プロトコル (public coin protocol) では 、検証者(Verifier)によるランダムな選択が公開される。プライベート コイン プロトコル (Private coin protocol) ではランダムな選択はプライベート(非公開)のままである。 
BabaiがMAの証明システムを定義したのと同じ会議で、Shafi Goldwasser、Silvio Micali、Charles Rackoff[3]が対話型証明システムIP[f(n)]を定義する論文を発表した。 IP[f(n)]は、サイズnの入力に対してf(n)ラウンドが許されることを除けば、MAプロトコルと同じ仕組みを持つ。 各ラウンドにおいて、検証者(Verifier)は計算を行い、メッセージを証明者(Prover)に渡し、証明者(Prover)は計算を行い、情報を検証者(Verifier)に返す。最後に検証者(Verifier)はその判定を下さなければならない。例えばIP[3]プロトコルの場合、VPVPVPVというシーケンスになる。ここで、Vが検証者(Verifier)のターン、Pが検証者(Prover)のターンである。
Arthur-Merlinプロトコルでは、Babaiが同様のクラスAM[f(n)]を定義し、f(n)ラウンドを許可した。その結果、検証者は証明者から何も「隠す」ことができなくなった。なぜなら、証明者がどのランダムビットを使ったかを知っていれば、証明者が行うことすべてをシミュレートできるほど証明者は強力だからである。これはパブリック コイン プロトコルと呼ばれ、ランダム ビット（「コイン投げ」）は両方のマシンから見えるからである。これに対してIP方式はプライベート・コイン・プロトコルと呼ばれる。
パブリック コイン プロトコルの基本的な問題は次のようなものである。証明者が言語に属さない文字列を検証者に悪意を持って受理させようとした場合、検証者が内部状態を隠すことができれば、検証者の計画を阻止できる可能性があることである。これがIP証明システムを定義する主な動機となった。
1986年、ゴールドワッサーとシプサーは驚くべき結果を示した。すなわち、IP で認識できる言語は、Arthur-Merlin パブリック コイン プロトコルでも2ラウンド追加するだけで認識可能であり、結果としてほとんど差がないことがわかったのである。つまり、パブリック コイン プロトコルもプライベート コインプロトコルもほぼ同じであることが示された。実際、Babai は 1988年、任意の定数 k について AM[k] が IP[k] と比較して劣らないことを示した。

## IP
秘密硬貨は意味がないかもしれないが、確率的検証機械と全能証明機械が多項式回数のやりとりをすることで、クラス IP に属する問題を解くことができる。
クラス IP の能力を示すため、グラフ同型問題を考えてみよう。これはノード数の等しい2つのグラフがあったとき、それらが同じ形であるかを判定する問題である。証明の証拠はノードの対応関係の組合せで示されるので、この問題は NP に属する。もちろん NP は MA に包含されるので、この問題は IP にも属する。また、アディ・シャミアはグラフ同型問題の補問題を解く IP アルゴリズムを発見した。co-NP 問題は NP に属するか不明であり、一般には属さないと考えられている。
そのような機械は NP にあるとは信じられていない多くの問題を解けるだけでなく、一方向性関数が存在することを前提として、検証者に解法についての情報を与えずに多くの問題の解法があるかどうかを決定することができる。これらは、検証者に完全な解法が任せられない場合に重要となる。一見して、検証者が解法を知らないのに解法があるかどうかを判断するのは不可能に思われるが、NP に属するあらゆる問題にはいわゆるゼロ知識証明があると信じられており、暗号理論にとって重要である。ゼロ知識証明はゴールドワッサーらの IP に関する論文で提唱された概念だが、その能力の範囲を明らかにしたのは Oded Goldreich であった。
この強力なマシンの前では、多くの問題が簡単に解かれるようであった。1992年、アディ・シャミアは計算複雑性理論の重要な成果となる事実、IP = PSPACE を証明した。PSPACE は決定性チューリング機械で多項式領域を使って解ける問題のクラスである。確率的対話プロトコルと古典的な決定性機械の間のこの強い関係は、対話型証明系の能力と限界の概念を与え、2つの分野の重要な繋がりを確立した。

## MIP
IP 設計者の目標は最も強力な対話型証明系の構築であり、当初それ以上に強力にするには検証者をさらに強力にする必要があり、現実的でないと思われていた。ゴールドワッサーらは 1988年、"Multi prover interactive proofs[...]" という論文でこれを打ち破り、IP の新たなバージョン MIP を定義した。これは証明者が独立して2つ存在する証明系である。
2つの証明者は、検証者がそれらにメッセージを送り始めたら、相互の通信はできなくなる。証明者は別々の部屋に入れられているようなもので、共謀して検証者を騙すことはできない。従って、どちらかが悪意を持って検証者を騙そうとしてもその検出が容易となる。
実際、Babai、Fortnow、Lund の3人は IP = PSPACE であることから MIP = NEXPTIME を導出した。これは、非決定性チューリング機械で「指数関数時間」で解ける問題の集合であり、非常に大きなクラスである。証明者を2つより多くしても、さらに言語が認識できるようにはならない。この結果に触発されて後述する PCP が設計された。PCP はスケールダウンしたバージョンであり、NP に関する対話型証明系である。
NPに属する各言語がゼロ知識証明を持つことを説明するに際して、IP では一方向性関数の存在を仮定する必要があったが、MIP ではそれが不要となる。これは、解読不能な暗号アルゴリズムの設計と関係がある。さらに、MIP プロトコルは IP に属する全言語を定数回のラウンドだけで認識でき、3つめの証明者を追加すると NEXPTIME に属する全言語を定数回のラウンドで認識できる。

## PCP
IP の設計者らは Babai の対話型証明系の一般化を意図していたが、逆に制限を加えることを検討した者もいる。その中でも最も価値の高いものとして、PCP(f(n), g(n)) がある。これは MA に制限を加え、Arthur は f(n) 個までのランダムビットだけを利用可能とし、Merlin から送られてくる証拠のうち g(n) ビットだけを調べることができるようにしたものである（調べるビット列の位置は基本的にランダムアクセス）。Sanjeev Arora と Shmul Safra が設計したものであり、PCP の背景には、証明文字列の完全な知識と無作為性のトレードオフを行っても、全体としての能力はあまり低下しないという洞察があった。
PCP クラス群に関していくつかの容易に証明可能な事実がある。PCP(0,poly)（無作為性なし）は、単なる NP である。PCP(poly,0)（証明結果を見ない）は、単なる co-RP である。Arora と Safra の最初の重要な成果は PCP(log, log) = NP を示したことである。これを言い換えると、NP プロトコルの検証者が証拠のうちの log n ビットだけを調べ、log n 個のランダムビットを使うと、普通の NP プロトコルと差が生じないのである。
それだけではない。Arora と Safra はランダムビット数とアクセスビット数を同時に少なくしても意味がないことを知っていたが、彼らは一方だけを小さくできると信じていた。Arora らは最終的にこれをPCP定理としてまとめた。これは、証明結果へのアクセスを定数にまで低減させることができることを示したものである。すなわち、NP = PCP(log, O(1)) である。彼らはこの NP の性質を使って、P = NP でない限り、一部のNP完全問題の最適化版に近似アルゴリズムが存在しないことを証明した。